# Múmina (nom)
Múmina és un nom femení àrab (àrab: مؤمنة, Muʾmina) que literalment significa ‘creient’, ‘fidel'. Si bé Múmina és la transcripció normativa en català del nom en àrab clàssic, també se'l pot trobar transcrit d'altres formes. Aquest nom també el duen musulmanes no arabòfones que l'han adaptat a les característiques fòniques i gràfiques de la seva llengua.
La forma masculina d'aquest nom és Mumin.